# Фінсбері (парк)
51°34′16″ пн. ш. 0°06′03″ зх. д. / 51.5712° пн. ш. 0.1009° зх. д.
Фінсбері (англ. Finsbury Park) — парк площею 46 га на півночі Лондона, в адміністративному окрузі Гарінгей. Облаштований у вікторіанську епоху. Використовується для проведення багатолюдних громадських заходів, музичних концертів та занять спортом. Тут є футбольні та баскетбольні майданчики, арена для атлетів, тенісний корт, а також поля для американського футболу та бейсболу. З концертів примітні виступи Боба Ділана (1993) та гурту Sex Pistols (1996).

## Історія
Парк був упорядкований на північно-східній стороні лісового масиву в маєтку або передмісті Браунсвуда. Місцевість називалася Горнсі-Вуд. У середні віки масив вирубували під пасовища. У середині XVIII століття на пагорбі, де розташований парк Фінсбері, відкрилася чайна кімната. Лондонці вирушали на північ, щоб урятуватися від столичного смогу та насолодитися останніми залишками старого лісу Горнсі. Близько 1800 року чайні кімнати були перебудовані у більший будинок, який став відомий як таверна Горнсі-Вуд. На вершині пагорба також було викопано озеро, наповнене водою з прилеглої Нью-Рівер.
Там каталися на човнах, стріляли з лука, а також проводили півнячі бої та інші криваві види спорту. Таверна Хорнсі Вуд знесена в процесі перетворення цього району на парк, але озеро розширили. Як тільки парк відкрився, паб через дорогу від його східного входу на Севен-Сістерс-роуд став називатись Горнсі-Вуд на честь оригіналу. Пізніше цей паб було перейменовано на їдальню Олександри та закрито у квітні 2007 року. Згодом його будівлю знесли.
На початку другої чверті XIX століття лондонці почали вимагати створення відкритих просторів як затишок від постійно зростаючої урбанізації Лондона. 1841 року жителі Фінсбері на північному периметрі Лондонського сіті подали прохання про створення парку, щоб полегшити становище бідних. Сучасне місце парку Фінсбері було однією з чотирьох пропозицій щодо розташування парку. Спочатку парк мав називатися Альберт-парк. Перші плани складено 1850 року. Плани створення парку затверджено Актом парламенту 1857 року. Незважаючи на деяку місцеву опозицію, парк відкрито у 1869 році.
Під час Першої світової війни парк був відомий як місце проведення пацифістських зборів.
Під час Другої світової війни парк використовувався як військові тренувальні майданчики, а також розміщував зенітні гармати.
Наприкінці XX століття парк почав занепадати, і до 1980-х років більшість початкових елементів зникла. Цей спад посилився в 1986 році, коли тодішнього власника, Раду Великого Лондона, було ліквідовано, і право власності перейшло до Ради Герінгея, але без достатнього фінансування або встановлених законом зобов'язань щодо утримання парку.
У 2003 році провели значні ремонтні роботи, включаючи очищення озера, будівництво нового кафе та дитячого майданчика, а також відновлення та ремонт тенісних кортів.